# Fernando Godoy
Fernando Patricio Godoy Bustamante (né le 30 juin 1983 à Iquique), est un acteur, animateur de radio et présentateur de télévision chilien. Connu pour son rôle de Nachito Larraín sur la sitcom Casado con hijos.

## Télévision

### Émissions
- 2007 : Vértigo (Canal 13) : Invité
- 2008-2009 : Solo para Reír (Mega) : Présentateur
- 2008 : El baile en TVN (TVN) : Participant
- 2009 : La muralla infernal (Mega) : Présentateur
- 2011 : Vive USA (Mega) : Présentateur
- 2011 : Salas de Juego (Mega) : Charles/Acteur
- 2013 : Xtreme Dance (Mega) : Présentateur

### Telenovelas
- 2014-2015 : Pituca sin lucas (Mega) : Gregorio "Goyo" Cereceda
- 2016 : Pobre gallo (Mega) : Railef Huaiquimil

### Séries et Unitaires
- 2005 : Enigma (TVN)
- 2005 : Pecados Capitales (Chilevisión)
- 2006-2008 : Casado con hijos (Mega) : Ignacio "Nacho" Larrain
- 2010 : La Colonia (Mega) : Eleodoro del Río
- 2013 : Los Tuins (Mega) : Acteur
- 2013 : Desfachatados (Mega) : Acteur
- 2014 : Chico Reality (Mega)

## Cinéma
- 2009 : Grado 3 : Javier
- 2009 : Super, todo chile adentro : Parra
- 2010 : Esmeralda, 1879 : Wenceslao Vargas